# ラージャーラーム
ラージャーラーム（マラーティー語: राजारामराजे भोसले, ラテン文字転写: Rajaram Bhonsle IPA: [ɾaːd͡ʒaɾaːm], 1670年2月24日 - 1700年3月3日）は、インドのデカン地方、マラーター王国の第3代君主（在位：1689年 - 1700年）。

## 生涯
1670年2月24日、ラージャーラームはマラーターの指導者シヴァージーの息子として生まれた。
1681年4月、マラーター王となっていたシヴァージーが死亡すると、その妃ソーヤラー・バーイーは息子ラージャーラームを王に推した。異母兄サンバージーはこれに反対し、ソーヤラー・バーイーを殺害して王位を手にした。
1689年3月11日、デカン戦争で捕囚された兄王サンバージーがムガル帝国の皇帝アウラングゼーブに処刑されると、翌日12日にラージャーラームがマラーター王を宣した。ただし、ラージャーラームが王位を宣したのはサンバージー生存中の2月9日とする場合もあり、この説が正しければマラーター王が2人併立したことになる。
同月25日、ムガル帝国の軍勢が首都ラーイガドを包囲したが、ラージャーラームはそれ以前にラーイガド城を避難していた。彼は家臣らともに南に向けて長いを行い、タミル地方のヴェールールなどを経由し、同年11月1日に シェンジへとたどり着いた。
ムガル帝国の皇帝アウラングゼーブはマラーターを追って、1690年9月にズルフィカール・ハーンらにシェンジを包囲を包囲させ、8年近くにわたる攻防戦が繰り広げられた。他方、マハーラーシュトラ方面に残ったラーマチャンドラ・パント・アマーティヤやシャンカラージー・サチーヴは、西ガート山脈の城で抵抗をし続けていた。
1698年1月、ムガル帝国の軍勢によりシェンジが攻略されたが、ラージャーラームは逃げ延びることに成功した。その後、ベラール（ヴィダルバ）の町を奪取しようとしたが失敗し、1699年6月にサーターラーを首都として定めた。
1700年3月3日、ラージャーラームはサーターラー包囲戦のさなかシンハガドで没し、息子のシヴァージー2世が王位を継承した。

## 死後
死後、その妃ターラー・バーイーが息子シヴァージー2世の摂政となり、ムガル帝国の軍を相手に有利に進めていた。
だが、1707年3月のアウラングゼーブの死後、帝国に捕らわれていたサンバージーの息子シャーフーがサーターラーへ向けて帰還すると、サンバージーとラージャーラーム両統の争いが再燃した。その結果、シヴァージー2世とターラー・バーイーはシャーフーに敗れ、彼が新たなマラーター王となった。